# Alix d'Unienville
Pour les articles homonymes, voir Unienville.
Alix Marrier d'Unienville, née le 8 mai 1918 à l'île Maurice et morte le 10 novembre 2015 à Saclay, est une résistante mauricienne durant la Seconde Guerre mondiale. En 1940, à Londres, elle s'engage dans les FFL comme secrétaire au QG du général de Gaulle. Puis elle est nommée agent du service secret britannique Special Operations Executive, section RF. Parachutée en France, elle est capturée par l'armée allemande et envoyée en déportation, mais elle parvient à s'enfuir. Après la guerre, elle devient hôtesse de l'air, reporter et écrivain.
Comme résistante, elle eut pour pseudos « Myrtil » et « Marie-France ». Elle est décédée le 10 novembre 2015 à l'âge de 97 ans.

## Biographie

### Famille
La famille Marrier d'Unienville, anoblie en 1703, originaire d'Île-de-France s'est fixée à l'Île Maurice au XVIIIe siècle. Ses armes portent : d'azur au chevron d'or surmonté d'un croissant d'argent et accompagné en chef de 2 roses d'or et en pointe d'une foi d'argent.
Parmi ses ancêtres, figure Marie Claude Antoine Marrier, baron d'Unienville (1766-1831), capitaine de vaisseau de la Marine royale, chevalier de l'Ordre de Saint-Louis. Il combattit sous les ordres de l'amiral de Grasse au cours de la Guerre d'indépendance des États-Unis.
Alix est la fille de Jules-Noël Marrier d'Unienville (1888-1959), écrivain mauricien  et d'Hélène Marrier de Lagatinerie (1886-1959). Une de ses sœurs, Marie-Thérèse est religieuse. Son frère, France Charles, s'engage dans les Forces françaises libres en 1943.
Alix d'Unienville est la tante d'Isabelle Marrier, écrivain française.

### Jeunesse
Alix Marrier d'Unienville naît le 8 mai 1919 à Maurice. Elle y passe la première partie de sa jeunesse. En 1926, elle quitte Maurice avec sa famille pour la France à l'âge de sept ans.

### Seconde Guerre mondiale
En 1940, sa famille quitte la France pour Londres. Elle écrit des textes d'émissions de radio. Elle est ensuite engagée comme secrétaire au quartier général du bureau du général de Gaulle à Londres. Elle est secrétaire d'Alexandre Parodi, et de l'un de ses adjoints pour la zone nord, Roland Pré (Oronte). Elle se spécialise dans la production de tracts de propagande destinés à être répandus en France occupée.
En 1943, elle est engagée dans le Special Operations Executive (SOE), section RF, et entreprend l'entraînement spécial.

#### Mission en France
Le 31 mars 1944, ayant reçu le nom de guerre « Myrtil », elle est parachutée clandestinement en France en compagnie d'un jeune agent secret, sur le terrain « Dentelle » dans la région de Saint-Aignan (Loir-et-Cher), avec deux valises, l'une contenant des documents et l'autre 40 millions de francs destinés à la Résistance. Elle atterrit dans un arbre, se libère de son parachute avec un couteau et récupère les deux valises. Sur message de confirmation de la BBC « Deux anges viendront faire de la dentelle ce soir », elle est récupérée par des résistants locaux qui, en l'absence du responsable du terrain, ont un peu de mal à récupérer les nombreux conteneurs et colis parachutés avec elle. Elle prend le train pour Paris, sa destination finale. Dans la capitale française, elle est attachée au responsable du délégué de De Gaulle contrôlant la zone nord de la France. Avec le rang de lieutenant, elle est chargée d'organiser des transmissions radio. Elle travaille en étroite coopération avec la résistance française.
Elle reçoit des renseignements d'agents de la résistance et les transmet par radio à Londres.

#### Arrestation et évasion
Le 6 juin, jour J du débarquement de Normandie, sur une imprudence d'un compagnon de son groupe, elle est arrêtée avec deux camarades par le Sicherheitsdienst (SD). L'un d'eux, Pierre-Henri Teitgen, deviendra Ministre d'État par la suite. Après un long interrogatoire, les agents allemands fouillent son appartement et établissent la preuve de son appartenance à la résistance en découvrant une grosse somme d'argent. Elle est emprisonnée, longuement interrogée par les Allemands et va leur donner de faux renseignements. Son compagnon de lutte arrêté en même temps qu'elle sera torturé à plusieurs reprises.
Enfermée à la prison de Fresnes, elle essaie plusieurs fois de s'enfuir sans succès. Puis feignant la folie, elle est enfermée à l'hôpital psychiatrique de Sainte-Anne, puis à la Pitié-Salpêtrière. Ramenée à Fresnes, elle est ensuite renvoyée au fort de Romainville.
Le 15 août, avec des milliers d'autres, elle fait partie du convoi des 57000 et est empilée dans les wagons à bestiaux du tristement célèbre « train de la mort » à destination des camps de Buchenwald et de Ravensbrück. De temps en temps, le convoi s'arrête et les prisonniers doivent marcher le long de la voie. Le 16 août à Méry-sur-Marne, elle parvient à s'enfuir. Recueillie par des villageois, elle est cachée, secourue et soignée par Monsieur Haous, garde-champêtre, puis par la famille Thouvenot à Saâcy-sur-Marne, chez qui elle reste deux semaines.
À la Libération, elle est ramenée à Paris par les Américains.

### Après-guerre
Alix est correspondante de guerre des forces américaines en Extrême-Orient. Sous différents pseudonymes, elle collabore à de nombreux journaux, en France et à l'étranger.
En décembre 1944, elle devient secrétaire de rédaction de Nuit et Jour, magazine fondé par l'ancien résistant Pierre Roux, qui s'associe ensuite à André Beyler,.
Elle entre à Air France, où elle devient l'une des premières hôtesses de l'air. Elle publie un récit de ses voyages intitulé En vol. Journal d'une hôtesse de l'air en 1949, grâce auquel elle devient la première femme à recevoir le Prix Albert-Londres. Elle écrit par la suite plusieurs autres livres.
Elle se retire dans une région qui domine la Méditerranée.
Morte le 10 novembre 2015, elle est enterrée le 16 novembre à Versailles.

## Reconnaissance
- Royaume-Uni : Membre de l'Ordre de l'Empire britannique (MBE)
- France:  Croix de guerre 1939-1945
- France : Légion d'honneur
- France : Prix Albert-Londres 1950

| Officier MBE | 1939-45 Star | France and Germany Star | War Medal 1939-1945 |
| ------------ | ------------ | ----------------------- | ------------------- |
|              |              |                         |                     |

| Légion d'honneur | Croix de guerre 1939-1945 |
| ---------------- | ------------------------- |
|                  |                           |

## Œuvres
- 1949 : En vol, journal d'une hôtesse de l'air, Albin Michel — (Prix Albert-Londres 1950)
- 1954 : Les Mascareignes. Vieille France en Mer indienne, Albin Michel
- 1957 : Qui es-tu ?, Albin Michel
- 1961 : Le point zéro, Albin Michel (ASIN B003UAH41K)
- 1975 : La fête secrète, Presses Sélect Ltée,  (ISBN 2891320883)
- 1976 : Le Trésor de Dieu, Denoël ,  (ISBN 9782207222836) — (Prix Anaïs Ségalas 1977[10])